# Leonard O'Brien
Leonard Francis "Mike" O'Brien  (North Adams, SAD, 20. siječnja 1904. – Boston, SAD, 30. ožujka 1939.) je bivši američki hokejaš na travi. 
Osvojio je brončano odličje na hokejaškom turniru na Olimpijskim igrama 1932. u Los Angelesu. Odigrao je jedan susret na mjestu braniča.
Na hokejaškom turniru na Olimpijskim igrama 1936. u Berlinu je odigrao tri susreta na mjestu braniča. SAD su izgubile sva tri susreta u skupini i nisu prošle u drugi krug.

## Vanjske poveznice
- Profil na Sports Reference  Arhivirana inačica izvorne stranice od 19. svibnja 2011. (Wayback Machine)